# Atheta harwoodi
Atheta harwoodi är en skalbaggsart som beskrevs av Williams 1930. Atheta harwoodi ingår i släktet Atheta och familjen kortvingar. Arten är reproducerande i Sverige. Inga underarter finns listade i Catalogue of Life.